# Mirosław Gucwa
Mirosław Gucwa (Pisarzowa, 21 novembre 1963) è un vescovo cattolico polacco, dal 2 dicembre 2017 vescovo di Bouar.

## Biografia
È nato il 21 novembre 1963 a Pisarzowa, in Polonia.

### Formazione e ministero sacerdotale
Negli anni 1978-1982 ha studiato al Liceo "Władysław Orkana" a Limanowa, frequentando il corso con il futuro vescovo di Tarnów Andrzej Jeż. Negli anni 1982–1988 ha studiato presso il Seminario Teologico Maggiore di Tarnów, dopodiché ha conseguito la licenza in teologia.
Il 12 giugno 1988 è stato ordinato presbitero dall'arcivescovo Jerzy Karol Ablewicz.
Dal 1988 al 1992 è stato vicario parrocchiale nella parrocchia di Santa Caterina a Grybów.
Nel 1992 si è trasferito nella diocesi di Bouar, in Repubblica Centrafricana. Negli anni 1992-1996 è stato parroco della parrocchia di santa Giovanna Antida Thouret a Bohong, e negli anni 2011–2014 parroco della cattedrale di Nostra Signora della Chiesa a Bouar. Inoltre, è stato Rettore diocesano del Seminario Minore dello Spirito Santo e San Pietro in Yolé, cancelliere della curia diocesana, vicario generale dal 2006, e negli anni 2011-2014 presidente della commissione diocesana Iustitia et Pax. Ha inoltre ricoperto i servizi di cappellano dell'ospedale e della prigione di Bouar con particolare impegno a favore della pace e nella lotta all'analfabetismo.

### Ministero episcopale
Il 2 dicembre 2017 papa Francesco lo ha nominato vescovo di Bouar; è succeduto ad Armando Umberto Gianni, dimessosi per raggiunti limiti di età. L'11 febbraio 2018 ha ricevuto l'ordinazione episcopale, nella cattedrale di Bouar, dal cardinale Dieudonné Nzapalainga, arcivescovo metropolita di Bangui, co-consacranti Santiago De Wit Guzmán, nunzio apostolico nella Repubblica Centrafricana, e Andrzej Jeż, vescovo di Tarnów. Durante la stessa celebrazione ha preso possesso della diocesi. Come suo motto episcopale ha scelto le parole Mihi vivere Christus est ("Per me vivere è Cristo").

## Genealogia episcopale
La genealogia episcopale è:
- Cardinale Scipione Rebiba
- Cardinale Giulio Antonio Santori
- Cardinale Girolamo Bernerio, O.P.
- Arcivescovo Galeazzo Sanvitale
- Cardinale Ludovico Ludovisi
- Cardinale Luigi Caetani
- Cardinale Ulderico Carpegna
- Cardinale Paluzzo Paluzzi Altieri degli Albertoni
- Papa Benedetto XIII
- Papa Benedetto XIV
- Papa Clemente XIII
- Cardinale Enrico Benedetto Stuart
- Papa Leone XII
- Cardinale Chiarissimo Falconieri Mellini
- Cardinale Camillo Di Pietro
- Cardinale Mieczysław Halka Ledóchowski
- Cardinale Jan Maurycy Paweł Puzyna de Kosielsko
- Arcivescovo Józef Bilczewski
- Arcivescovo Bolesław Twardowski
- Arcivescovo Eugeniusz Baziak
- Papa Giovanni Paolo II
- Cardinale Fernando Filoni
- Cardinale Dieudonné Nzapalainga, C.S.Sp.
- Vescovo Mirosław Gucwa